# Kongsvinger Idrettslag Toppfotball 1993
Questa pagina raccoglie i dati riguardanti il Kongsvinger Idrettslag Toppfotball nelle competizioni ufficiali della stagione 1993.

## Stagione
Il Kongsvinger chiuse il campionato all'ottavo posto finale. L'avventura in Coppa di Norvegia si chiuse al terzo turno, a causa dell'eliminazione per mano del Sandefjord. L'avanzata nella Coppa UEFA, invece, si concluse ai sedicesimi finali, quando la squadra norvegese fu sconfitta dalla Juventus. I giocatori maggiormente utilizzati in stagione furono Geir Frigård e Jørn Karlsrud, entrambi con 29 presenze (22 in campionato, 3 nella coppa nazionale e 4 nella Coppa UEFA). Il miglior marcatore assoluto fu Geir Frigård, con 19 reti (12 in campionato, 2 nella coppa nazionale e 5 in Coppa UEFA).

## Rosa
| N. |                     | Ruolo | Calciatore          |
| -- | ------------------- | ----- | ------------------- |
|    | Norvegia (bandiera) | P     | Erik Holtan         |
|    | Norvegia (bandiera) | P     | Johan Martin Lianes |
|    | Norvegia (bandiera) | P     | Svein Ystenes       |
|    | Norvegia (bandiera) | D     | Geir Bakke          |
|    | Norvegia (bandiera) | D     | Christer Basma      |
|    | Norvegia (bandiera) | D     | Ståle Bokalrud      |
|    | Norvegia (bandiera) | D     | Kai Erik Moen       |
|    | Norvegia (bandiera) | D     | Vidar Sanderud      |
|    | Norvegia (bandiera) | D     | Hai Ngoc Tran       |
|    | Norvegia (bandiera) | C     | Trym Bergman        |

| N. |                     | Ruolo | Calciatore           |
| -- | ------------------- | ----- | -------------------- |
|    | Norvegia (bandiera) | C     | Per Gunnar Dalløkken |
|    | Norvegia (bandiera) | C     | Arnfinn Engerbakk    |
|    | Norvegia (bandiera) | C     | Caleb Francis        |
|    | Norvegia (bandiera) | C     | Pål Håpnes           |
|    | Norvegia (bandiera) | C     | Jørn Karlsrud        |
|    | Norvegia (bandiera) | C     | Bjørn Arild Levernes |
|    | Norvegia (bandiera) | C     | Dag Riisnæs          |
|    | Norvegia (bandiera) | A     | Geir Frigård         |
|    | Norvegia (bandiera) | A     | Rune Sunde           |

## Calciomercato

### Sessione invernale
| Acquisti | Acquisti             | Acquisti   | Acquisti   |
| R.       | Nome                 | da         | Modalità   |
| -------- | -------------------- | ---------- | ---------- |
| P        | Svein Ystenes        |            | svincolato |
| D        | Geir Bakke           | Strømmen   | definitivo |
| D        | Christer Basma       | Bærum      | definitivo |
| C        | Pål Håpnes           | Gran       | definitivo |
| C        | Bjørn Arild Levernes | Strømmen   | definitivo |
| A        | Geir Frigård         | Lillestrøm | definitivo |

| Cessioni | Cessioni            | Cessioni   | Cessioni   |
| R.       | Nome                | a          | Modalità   |
| -------- | ------------------- | ---------- | ---------- |
| D        | Charles Berstad     | Bodø/Glimt | definitivo |
| D        | Ole Einar Martinsen | Rosenborg  | definitivo |
| C        | Kenny Gasser        |            | svincolato |
| A        | Matz Ivan Faldmo    |            | svincolato |
| A        | Kjell Roar Kaasa    | Lyn Oslo   | definitivo |

### Sessione estiva
| Acquisti | Acquisti | Acquisti | Acquisti |
| R.       | Nome     | da       | Modalità |
| -------- | -------- | -------- | -------- |

| Cessioni | Cessioni | Cessioni | Cessioni |
| R.       | Nome     | a        | Modalità |
| -------- | -------- | -------- | -------- |

## Risultati

### Eliteserien

#### Girone di andata
| Arbitro: | Kjelbrott |

|                                      |           |  |
| Mykland 17’ Eftevaag 52’ ? ?’ (aut.) | Marcatori |  |

| Arbitro: | Larsgård |

|              |           |  |
| Levernes 42’ | Marcatori |  |

| Arbitro: | Hauge (Bergen) |

|            |           |             |
| Wæhler 10’ | Marcatori | 44’ Frigård |

| Arbitro: | Pedersen (Jeløy) |

|                              |           |  |
| Frigård 11’, 87’ Riisnæs 75’ | Marcatori |  |

| Arbitro: | Kjelbrott |

|                              |           |  |
| Bjarmann 10’ Mjelde 30’, 67’ | Marcatori |  |

| Bergen 17 giugno 1993, ore 19:00 6ª giornata | Brann  | 0 – 0 referto | Kongsvinger | Brann Stadion (8.767 spett.)\| Arbitro: \| Bondal \| |
| Arbitro:                                     | Bondal |               |             |                                                      |

| Arbitro: | Pedersen |

|                         |           |                                                     |
| Francis 27’ Riisnæs 66’ | Marcatori | 21’ Rismo 70’ Espejord 89’ Andreassen 90’ Rushfeldt |

| Arbitro: | Aass |

|                                                 |           |                              |
| Knudsen 10’ Helgeland 24’, 77’, 79’ Hellesø 73’ | Marcatori | 39’ Francis 57’, 85’ Frigård |

| Arbitro: | Halle |

|              |           |                    |
| Levernes 51’ | Marcatori | 43’, 90’ Ingelstad |

| Arbitro: | Hauge (Bergen) |

|                |           |            |
| Sønderland 68’ | Marcatori | 30’ Håpnes |

| Arbitro: | Larsgård |

|  |           |              |
|  | Marcatori | 9’ Brattbakk |

#### Girone di ritorno
| Arbitro: | Kjelbrott |

|                              |           |  |
| Riisnæs 36’ Francis 37’, 52’ | Marcatori |  |

| Arbitro: | Kjensli (Oslo) |

|                        |           |                                   |
| Aase 14’ Østenstad 38’ | Marcatori | 25’ Riisnæs 28’ Basma 87’ Frigård |

| Arbitro: | Rogstad |

|                         |           |           |
| Frigård 21’ Riisnæs 40’ | Marcatori | 30’ Kolle |

| Arbitro: | Kjelbrott |

|                                |           |                        |
| Dahlum 4’, 86’ Leonhardsen 15’ | Marcatori | 7’ Francis 59’ Riisnæs |

| Arbitro: | Singsaas |

|  |           |                         |
|  | Marcatori | 17’ Mjelde 90’ Bjarmann |

| Arbitro: | Øvrebø (Oslo) |

|  |           |                              |
|  | Marcatori | 25’ Brendesæter 84’ Soltvedt |

| Arbitro: | Aass |

|                                                |           |  |
| Andreassen 21’ Rushfeldt 49’, 78’ Pedersen 71’ | Marcatori |  |

| Arbitro: | Johannessen |

|                                                                    |           |  |
| Francis 6’ Frigård 41’, 43’ Haslene 67’ Engerbakk 79’ Sanderud 83’ | Marcatori |  |

| Arbitro: | Kvam |

|            |           |                          |
| Furuly 68’ | Marcatori | 69’ Levernes 89’ Frigård |

| Arbitro: | Hermansen (Kongsvinger) |

|                           |           |                       |
| Engerbakk 14’ Frigård 42’ | Marcatori | 3’ Strande 29’ Strand |

| Arbitro: | Nilsen |

|                                         |           |             |
| R. Berg 12’, 33’ Sollied 24’ Hansen 89’ | Marcatori | 90’ Frigård |

### Coppa di Norvegia
| Arbitro: | Engebretsen |

|  |           |                                          |
|  | Marcatori | 97’ Bergman 105’ (aut.) Noppi 119’ Basma |

| Arbitro: | Leirdal |

|                                                                     |           |  |
| Moen 20’ Frigård 32’, 63’ Francis 34’, 48’ Riisnæs 56’ Levernes 89’ | Marcatori |  |

| Arbitro: | Johannessen |

|                      |           |  |
| Gulliksen 63’ (rig.) | Marcatori |  |

### Coppa UEFA
| 15 settembre 1993, ore ??:?? Primo turno - Andata                                   | Öster     | 1 – 3 referto                         | Kongsvinger | (1.956 spett.) |
| \| \| \| \| \| Persson 36’ \| Marcatori \| 32’ Engerbakk 56’ Francis 59’ Frigård \| |           |                                       |             |                |
|                                                                                     |           |                                       |             |                |
| Persson 36’                                                                         | Marcatori | 32’ Engerbakk 56’ Francis 59’ Frigård |             |                |

| 29 settembre 1993, ore ??:?? Primo turno - Ritorno                                        | Kongsvinger | 4 – 1 referto       | Öster |  |
| \| \| \| \| \| Frigård 36’, 82’, 89’ Engerbakk 45’ \| Marcatori \| 40’ (rig.) Landberg \| |             |                     |       |  |
|                                                                                           |             |                     |       |  |
| Frigård 36’, 82’, 89’ Engerbakk 45’                                                       | Marcatori   | 40’ (rig.) Landberg |       |  |

| 20 ottobre 1993, ore ??:?? Secondo turno - Andata        | Kongsvinger | 1 – 1 referto | Juventus |  |
| \| \| \| \| \| Frigård 90’ \| Marcatori \| 61’ Kohler \| |             |               |          |  |
|                                                          |             |               |          |  |
| Frigård 90’                                              | Marcatori   | 61’ Kohler    |          |  |

| 2 novembre 1993, ore ??:?? Secondo turno - Ritorno         | Juventus  | 2 – 0 referto | Kongsvinger |  |
| \| \| \| \| \| Möller 27’ Ravanelli 68’ \| Marcatori \| \| |           |               |             |  |
|                                                            |           |               |             |  |
| Möller 27’ Ravanelli 68’                                   | Marcatori |               |             |  |

## Statistiche

### Statistiche di squadra
| Competizione      | Punti | In casa | In casa | In casa | In casa | In casa | In casa | In trasferta | In trasferta | In trasferta | In trasferta | In trasferta | In trasferta | Totale | Totale | Totale | Totale | Totale | Totale | DR |
| Competizione      | Punti | G       | V       | N       | P       | Gf      | Gs      | G            | V            | N            | P            | Gf           | Gs           | G      | V      | N      | P      | Gf     | Gs     | DR |
| ----------------- | ----- | ------- | ------- | ------- | ------- | ------- | ------- | ------------ | ------------ | ------------ | ------------ | ------------ | ------------ | ------ | ------ | ------ | ------ | ------ | ------ | -- |
| Eliteserien       | 21    | 11      | 5       | 1       | 5       | 20      | 14      | 11           | 2            | 3            | 6            | 13           | 27           | 22     | 7      | 4      | 11     | 33     | 41     | -8 |
| Coppa di Norvegia | -     | 1       | 1       | 0       | 0       | 7       | 0       | 2            | 1            | 0            | 1            | 3            | 1            | 3      | 2      | 0      | 1      | 10     | 1      | +9 |
| Coppa UEFA        | -     | 2       | 1       | 1       | 0       | 5       | 2       | 2            | 1            | 0            | 1            | 3            | 3            | 4      | 2      | 1      | 1      | 8      | 5      | +3 |
| Totale            | -     | 14      | 7       | 2       | 5       | 32      | 16      | 15           | 4            | 3            | 8            | 19           | 31           | 29     | 11     | 5      | 13     | 51     | 47     | +4 |

### Statistiche dei giocatori
| Giocatore    | Eliteserien | Eliteserien | Eliteserien | Eliteserien | Coppa di Norvegia | Coppa di Norvegia | Coppa di Norvegia | Coppa di Norvegia | Coppa UEFA | Coppa UEFA | Coppa UEFA  | Coppa UEFA | Totale   | Totale | Totale      | Totale     |
| Giocatore    | Presenze    | Reti        | Ammonizioni | Espulsioni  | Presenze          | Reti              | Ammonizioni       | Espulsioni        | Presenze   | Reti       | Ammonizioni | Espulsioni | Presenze | Reti   | Ammonizioni | Espulsioni |
| ------------ | ----------- | ----------- | ----------- | ----------- | ----------------- | ----------------- | ----------------- | ----------------- | ---------- | ---------- | ----------- | ---------- | -------- | ------ | ----------- | ---------- |
| G. Bakke     | 11          | 0           | 0           | 0           | 0                 | 0                 | 0                 | 0                 | 4          | 0          | 0           | 0          | 15       | 0      | 0           | 0          |
| C. Basma     | 16          | 1           | 0           | 0           | 2                 | 1                 | 0                 | 0                 | 4          | 0          | 0           | 0          | 22       | 2      | 0           | 0          |
| T. Bergman   | 13          | 0           | 0           | 0           | 2                 | 1                 | 0                 | 0                 | 1          | 0          | 0           | 0          | 16       | 1      | 0           | 0          |
| S. Bokalrud  | 17          | 0           | 3           | 0           | 2                 | 0                 | 0                 | 0                 | 4          | 0          | 0           | 0          | 23       | 0      | 3           | 0          |
| P. Dalløkken | 13          | 0           | 1           | 0           | 3                 | 0                 | 1                 | 0                 | 3          | 0          | 0           | 0          | 19       | 0      | 2           | 0          |
| A. Engerbakk | 21          | 3           | 2           | 0           | 3                 | 0                 | 1                 | 0                 | 4          | 2          | 1           | 0          | 28       | 5      | 4           | 0          |
| C. Francis   | 21          | 6           | 0           | 0           | 2                 | 2                 | 0                 | 0                 | 4          | 1          | 1           | 0          | 27       | 9      | 1           | 0          |
| G. Frigård   | 22          | 12          | 2           | 0           | 3                 | 2                 | 0                 | 0                 | 4          | 5          | 0           | 0          | 29       | 19     | 2           | 0          |
| P. Håpnes    | 9           | 1           | 1           | 0           | 2                 | 0                 | 0                 | 0                 | 0          | 0          | 0           | 0          | 11       | 1      | 1           | 0          |
| E. Holtan    | 22          | 0           | 0           | 0           | 2                 | 0                 | 1                 | 0                 | 4          | 0          | 0           | 0          | 28       | 0      | 1           | 0          |
| J. Karlsrud  | 22          | 1           | 2           | 0           | 3                 | 0                 | 0                 | 0                 | 4          | 0          | 0           | 0          | 29       | 1      | 2           | 0          |
| B. Levernes  | 21          | 3           | 1           | 0           | 2                 | 1                 | 0                 | 0                 | 4          | 0          | 0           | 0          | 27       | 4      | 1           | 0          |
| J. Lianes    | 0           | 0           | 0           | 0           | 1                 | 0                 | 0                 | 0                 | 0          | 0          | 0           | 0          | 1        | 0      | 0           | 0          |
| K. Moen      | 5           | 0           | 1           | 0           | 2                 | 1                 | 0                 | 0                 | 0          | 0          | 0           | 0          | 7        | 1      | 1           | 0          |
| D. Riisnæs   | 18          | 6           | 1           | 0           | 2                 | 1                 | 0                 | 0                 | 4          | 0          | 0           | 0          | 24       | 7      | 1           | 0          |
| V. Sanderud  | 20          | 1           | 0           | 0           | 2                 | 0                 | 0                 | 0                 | 4          | 0          | 0           | 0          | 26       | 1      | 0           | 0          |
| R. Sunde     | 9           | 0           | 0           | 0           | 2                 | 0                 | 0                 | 0                 | 1          | 0          | 0           | 0          | 12       | 0      | 0           | 0          |
| H. Tran      | 9           | 0           | 1           | 0           | 2                 | 0                 | 0                 | 0                 | 0          | 0          | 0           | 0          | 11       | 0      | 1           | 0          |
| S. Ystenes   | 1           | 0           | 0           | 0           | 0                 | 0                 | 0                 | 0                 | 0          | 0          | 0           | 0          | 1        | 0      | 0           | 0          |